# Гималайская неясыть
Гималайская неясыть (лат. Strix nivicolum) — вид хищных птиц рода неясытей семейства совиных. Ранее считался подвидом серой неясыти, но был выделен в отдельный вид. Встречается исключительно в Азии. Международный союз орнитологов выделяет у вида три подвида.

## Описание
Длина представителей вида составляет от 33 до 40 см, масса от 375 до 392 г. Перьевые ушки отсутствуют. Голова темно-коричневая с белыми пятнами. Нижняя часть тела беловатая, испещрена бледно-красно-коричневым. Имеются черные продольные и поперечные полосы.

### Вокализация
Призыв самца представляет собой уханье «ху-ху», повторяемое с интервалом в несколько секунд.

## Ареал
Представители данного вида обитают в Бутане, Китае, на Корейском полуострове, в Лаосе, Мьянме, Непале, на Тайване, а также в Таиланде и Вьетнаме.
Среда обитания — хвойные леса и скалистые ущелья на высоте до 3650 метров.

## Поведение

### Активность и охота
Совы вида Strix nivicolum активны в сумерках и ночью. Питаются крупными насекомыми, а также мелкими млекопитающими и птицами.

### Гнездовой период
Брачные крики начинаются зимой и продолжаются до апреля. Гнезда неясыти этого вида устраивают в дуплах деревьев или расщелинах скал.

## Подвиды
- S. n. nivicolum (Blyth, 1845) — встречается от Индии и Непала до Китая, Мьянмы и Вьетнама

- S. n. yamadae Yamashina, 1936 — встречается на Тайване

- S. n. ma (Clark, AH, 1907) — встречается от Китая до Корейского полуострова

## Популяция
Популяция данного вида стабильна. 

## Продолжительность поколения
Продолжительность поколения составляет 8 лет.